# Hillel Furstenberg
Hillel (Harry) Furstenberg (in ebraico הלל (הארי) פורסטנברג‎?; Berlino, 29 settembre 1935) è un matematico israeliano, vincitore del premio Wolf nel 2006 e del Premio Abel nel 2020.
Egli è noto per le sue applicazioni dei metodi della teoria della probabilità e della teoria ergodica ad altre aree della matematica, in particolare alla teoria dei numeri e ai gruppi di Lie.
È membro dell'Accademia Israeliana delle Scienze e delle Lettere, dell'Accademia Nazionale di Scienze degli USA e vincitore del premio Wolf. Nel 2020 ha condiviso con Grigorij Margulis il Premio Abel.